# Emeric Dembrovschi
Emeric Dembrovschi (ur. 6 października 1945 w Câmpulung la Tisa) – rumuński piłkarz, napastnik. Uczestnik mistrzostw świata 1970 w Meksyku.
W swojej karierze występował w klubach FCM Bacău oraz Politehnica Timiszoara.